# Marradi
Marradi je italská obec v provincii Firenze v oblasti Toskánsko.
V roce 2012 zde žilo 3 233 obyvatel.

## Sousední obce
Borgo San Lorenzo, Brisighella (RA), Dicomano, Modigliana (FC), Palazzuolo sul Senio, Portico e San Benedetto (FC), San Godenzo, Tredozio (FC), Vicchio

## Vývoj počtu obyvatel
Zdroj: 